# أندرو بروكتر (لاعب كريكت)
أندرو بروكتر (7 سبتمبر 1968 في المملكة المتحدة - ) (بالإنجليزية: Andrew Procter)‏ هو لاعب كريكت بريطاني. لعب مع Devon County Cricket Club ‏.

## وصلات خارجية
- أندرو بروكتر على موقع إي آس بي آن كريك إنفو (الإنجليزية)